# Batocera rubus
Batocera rubus es una especie de escarabajo longicornio del género Batocera,  subfamilia Lamiinae. Fue descrita científicamente por Linné en 1758.
Se distribuye por China, India, Indonesia, Japón, Laos, Malasia, Birmania, Nepal, Filipinas, Sri Lanka, Tailandia y Vietnam. Mide 26-59 milímetros de longitud. El período de vuelo ocurre en los meses de febrero, marzo, abril, mayo, junio, julio, septiembre y octubre. Se alimenta de Ficus carica, Ficus elastica y Mangifera indica.  

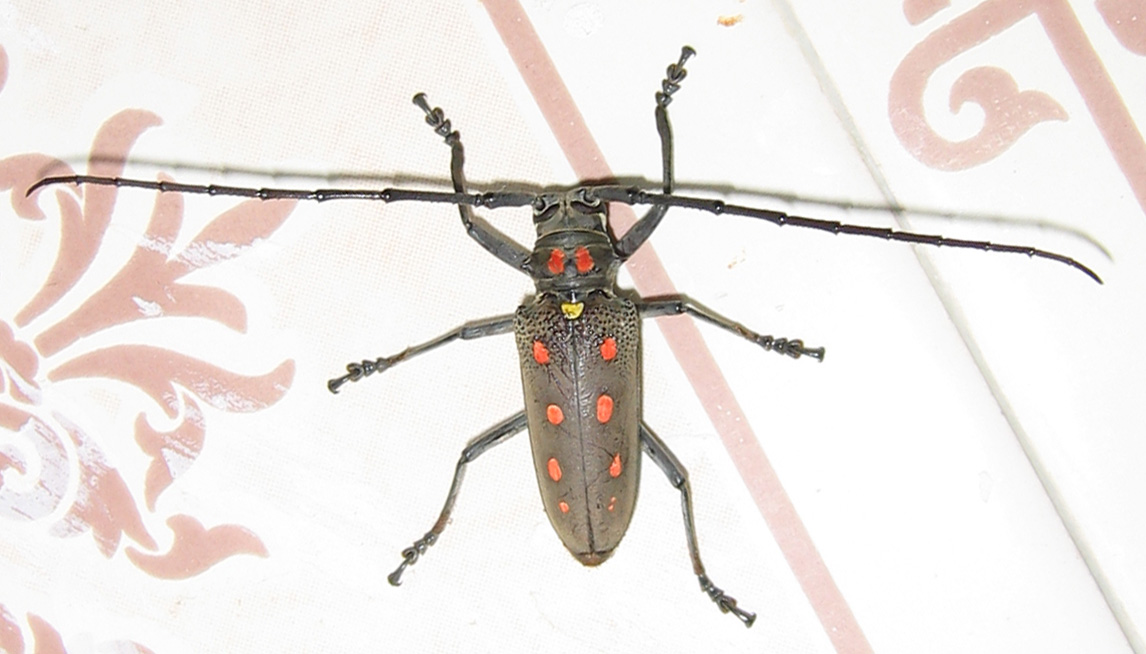
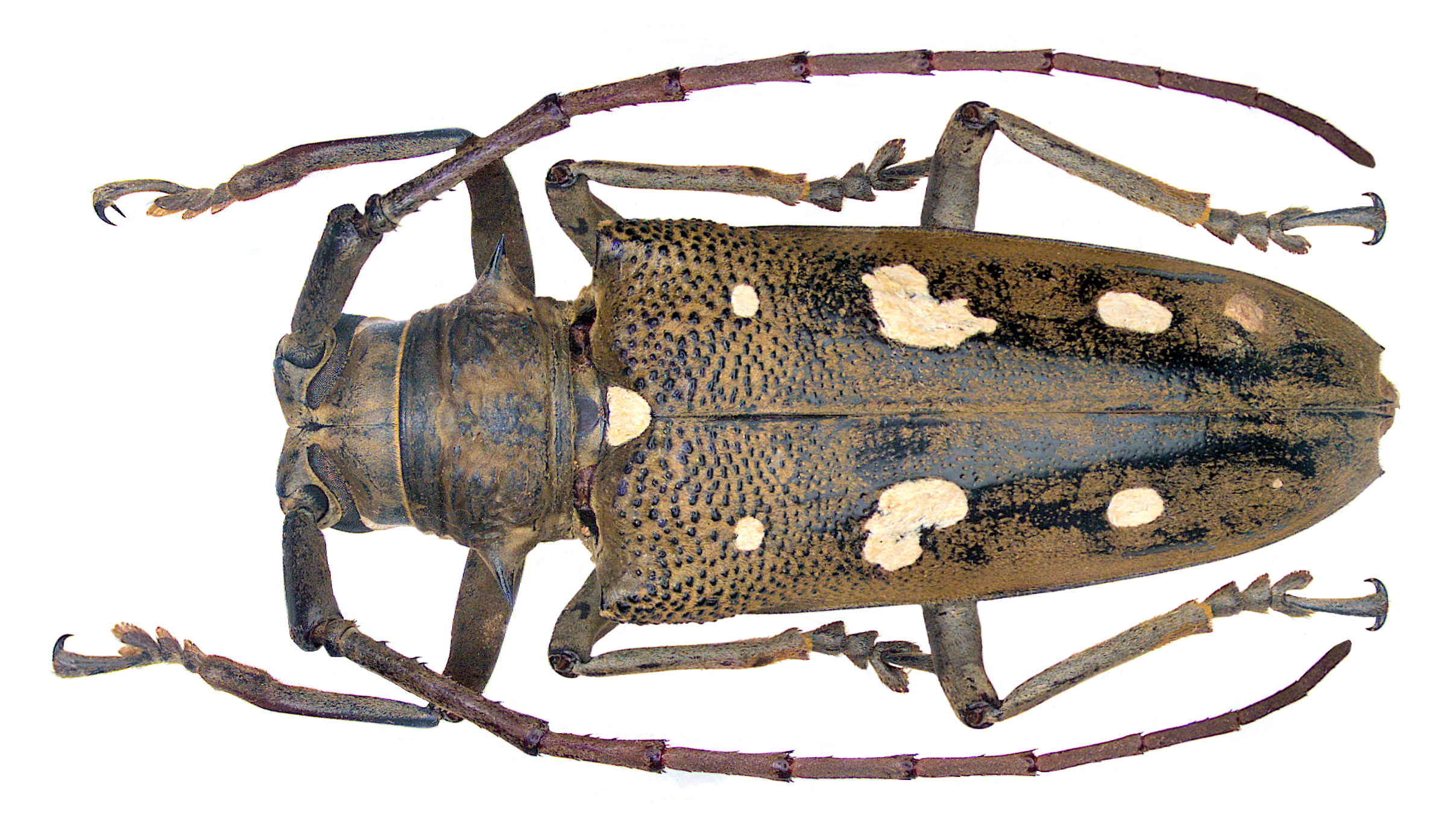
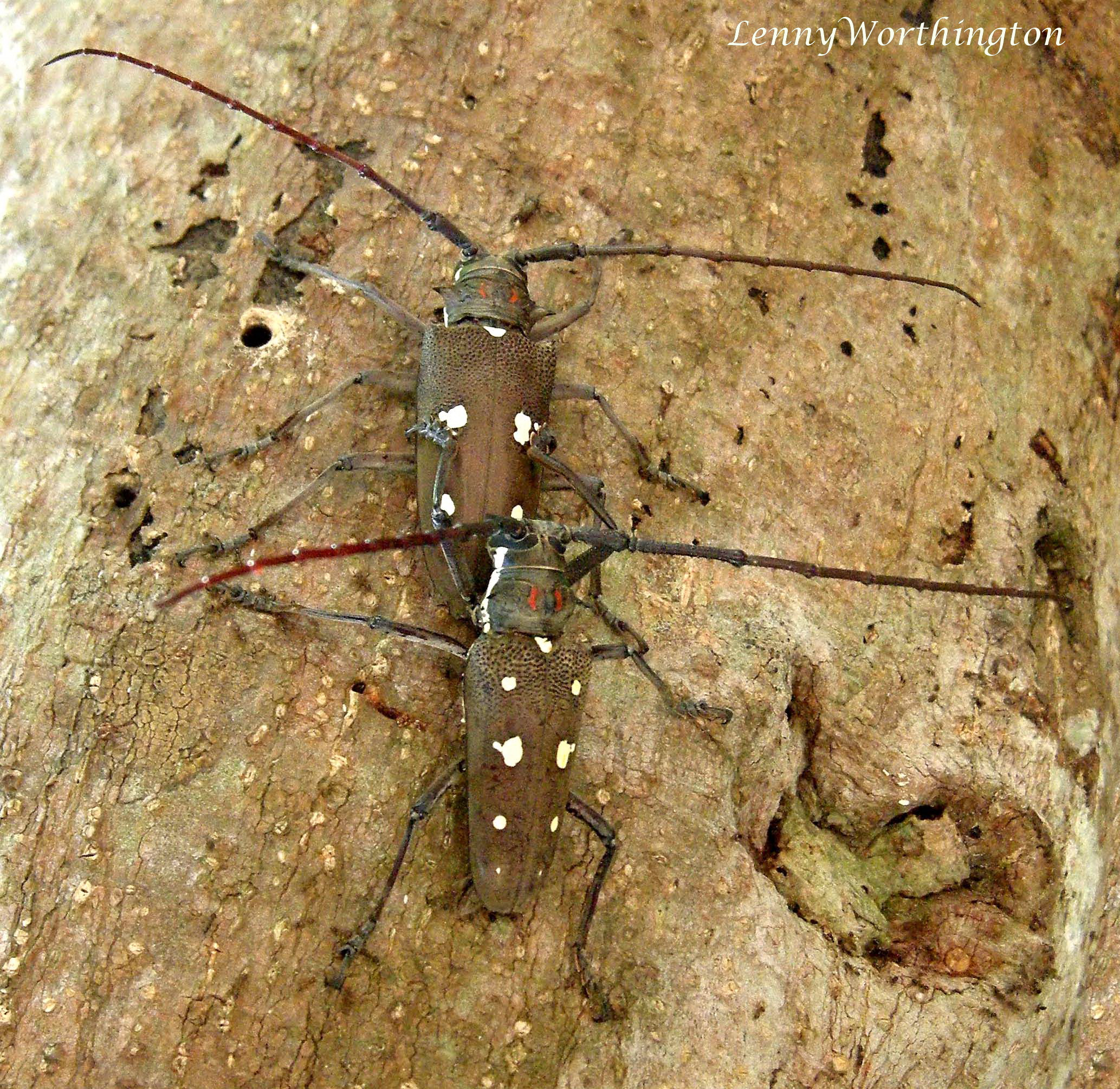
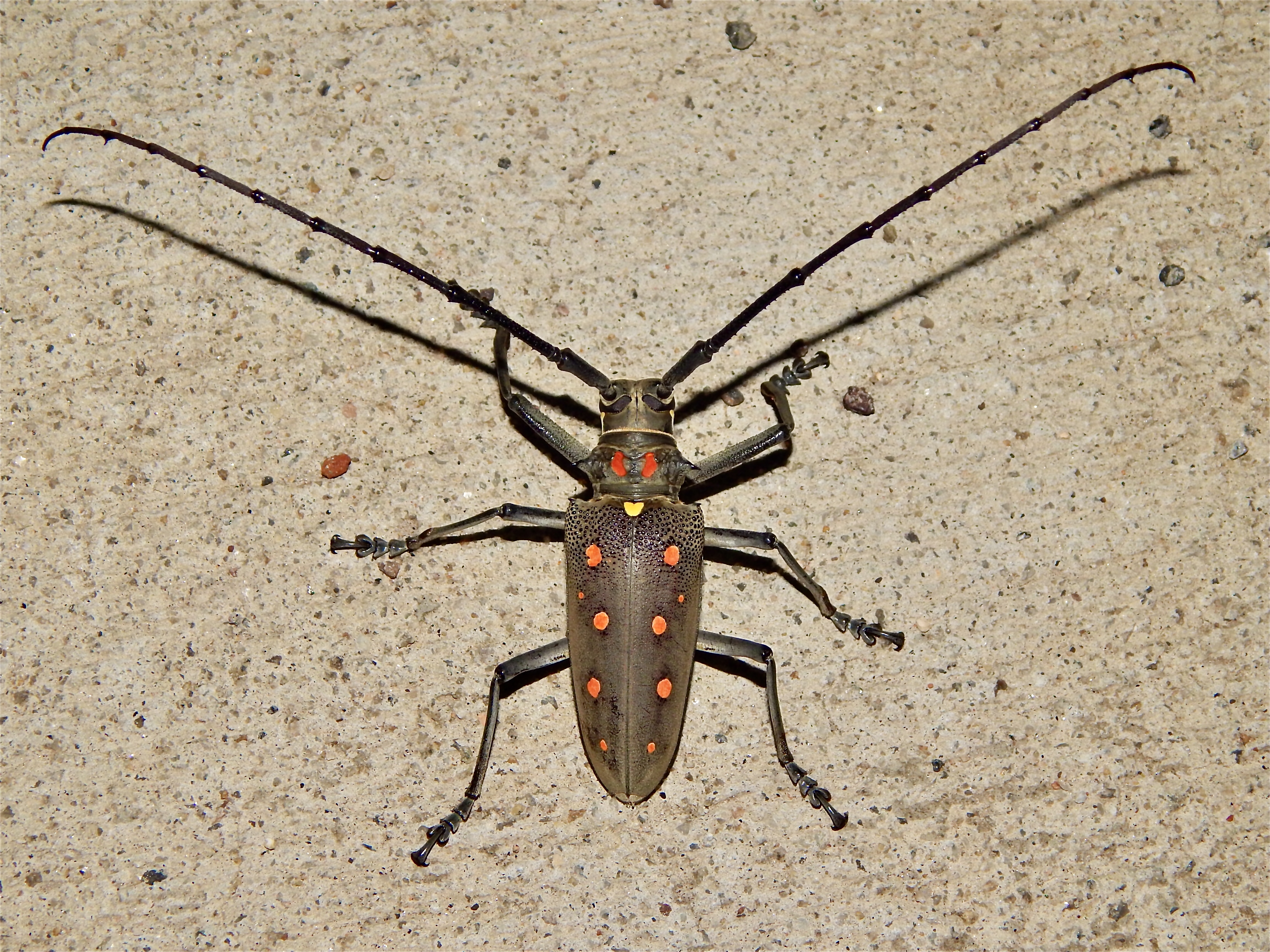